# 10249 Harz
Harz (asteróide 10249) é um asteróide da cintura principal, a 2,3344811 UA. Possui uma excentricidade de 0,0940501 e um período orbital de 1 510,83 dias (4,14 anos).
Harz tem uma velocidade orbital média de 18,55451637 km/s e uma inclinação de 3,63336º.
Este asteróide foi descoberto em 17 de Outubro de 1960 por Cornelis van Houten, Ingrid van Houten-Groeneveld.